# Regierung Mittnacht
Die Regierung Mittnacht bildete vom 31. August 1870 bis 10. November 1900 die Landesregierung von Württemberg.
| Amt                                                             | Name |
| --------------------------------------------------------------- | --- |
| Ministerpräsident (Offiziell: Präsident des Staatsministeriums) | Hermann Freiherr von Mittnacht Ministerpräsident seit dem 1. Juli 1876, als das Amt neu entstanden ist, bis 10. November 1900. Bereits seit dem 31. August 1870 war Mittnacht mit dem Vorsitz im Geheimen Rat betraut. |
| Äußeres und Königliches Haus                                    | Adolf Graf von Taube vom 31. August 1870 bis 9. Januar 1871 |
| Äußeres und Königliches Haus                                    | Johann August Freiherr von Wächter vom 9. Januar 1871 bis 27. August 1873 |
| Äußeres und Königliches Haus                                    | Hermann Freiherr von Mittnacht vom 27. August 1873 an amtierend, als Minister seit 23. November 1873 bis 10. November 1900                                                                                             |
| Inneres                                                         | Karl von Scheurlen vom 31. August 1870 bis 1. April 1872 |
| Inneres                                                         | Theodor von Geßler vom 4. April 1872 bis 16. Mai 1872 |
| Inneres                                                         | Christian Christlieb Heinrich von Sick vom 16. Mai 1872 bis 13. Oktober 1881 |
| Inneres                                                         | Julius von Hölder vom 13. Oktober 1881 bis 30. August 1887 |
| Inneres                                                         | Karl von Schmid vom 9. September 1887 bis 6. Dezember 1893 |
| Inneres                                                         | Johann von Pischek vom 14. Dezember 1893 bis 10. November 1900 |
| Finanzen                                                        | Andreas von Renner vom 31. August 1870 bis 13. Oktober 1891 |
| Finanzen                                                        | Karl von Riecke vom 13. Oktober 1891 bis 9. März 1898 |
| Finanzen                                                        | Karl von Zeyer von März 1898 bis 10. November 1900 |
| Justiz                                                          | Hermann von Mittnacht vom 31. August 1870 bis Dezember 1878 |
| Justiz                                                          | Eduard von Faber vom Dezember 1878 bis 16. September 1896 |
| Justiz                                                          | Wilhelm August von Breitling vom 16. September 1896 bis 10. November 1900 |
| Krieg                                                           | Albert von Suckow vom 31. August 1870 bis 13. September 1874 |
| Krieg                                                           | Theodor von Wundt vom 13. September 1874 bis 22. Juli 1883 |
| Krieg                                                           | Gustav von Steinheil vom 23. Juli 1883 bis 10. Mai 1892 |
| Krieg                                                           | Max Freiherr Schott von Schottenstein vom 10. Mai 1892 bis 10. November 1900 |
| Kultus                                                          | Theodor von Geßler vom 31. August 1870 bis 28. Februar 1885 |
| Kultus                                                          | Otto von Sarwey vom 1. März 1885 bis 1. April 1900 |
| Kultus                                                          | Karl Hugo von Weizsäcker vom April 1900 bis 10. November 1900 |